# Bulbophyllum seabrense
Bulbophyllum seabrense är en orkidéart som beskrevs av Marcos Antonio Campacci. Bulbophyllum seabrense ingår i släktet Bulbophyllum och familjen orkidéer. Inga underarter finns listade i Catalogue of Life.